# Saredon
Saredon is een civil parish in het bestuurlijke gebied South Staffordshire, in het Engelse graafschap Staffordshire.